# Sœurs de l'adoration perpétuelle du Sacré Cœur de Jésus
Les sœurs de l'adoration perpétuelle du Sacré Cœur de Jésus sont une congrégation religieuse féminine enseignante et contemplative de droit pontifical.

## Historique
La congrégation est fondée à Lyon en 1820 par Caroline de Choussy de Grandpré (1783-1827) en religion Mère Jeanne-Françoise de Jésus, avec l'aide du prêtre Léonard Furnion (1781-1846) de la société missionnaire de Saint-Irénée.
L'institut est approuvé le 25 janvier 1854 par Louis-Jacques-Maurice de Bonald, archevêque de Lyon ; il reçoit le décret de louange le 2 octobre 1893 et ses constitutions sont définitivement approuvées par le Saint-Siège le 21 décembre 1900. 

## Activités et diffusion
Les sœurs se consacrent à l'adoration perpétuelle du Saint-Sacrement et à l'enseignement.
Elles sont présentes en Italie avec la maison-mère située via della Pineta Sacchetti à Rome. 
En 2017, la congrégation comptait 19 religieuses dans 4 maisons.